# Wilhelm Götze (Jurist)
August Wilhelm Götze (* 11. Januar 1792 Quedlinburg; † 14. Juni 1876 Berlin) war ein deutscher Jurist.

## Leben
Götze studierte Jura und wurde zum Dr. jur. promoviert. In Berlin war er ca. 1816–1819 Mitglied der politisch-literarischen Abendgesellschaft „Maikäferei“, u. a. zusammen mit Clemens Brentano und den Brüdern Leopold von Gerlach  und (Ernst) Ludwig von Gerlach. Götze begann seine juristische Laufbahn 1819 als Gerichtsassistent beim Kreisgericht und ab 1821 am Oberlandesgericht Magdeburg. 1835 ging er als Geheimer Justizrat ins preußische Justizministerium. 1838 wurde er zum Vizepräsidenten des Oberappellationsgerichts Greifswald berufen. Ab 1844 war er Mitglied des Staatsrats, ab 1846 des Geheimen Ober-Tribunals. 1854 berief König Friedrich Wilhelm IV. Götze als Kronsyndikus in das preußische Herrenhaus, dem er bis zu seinem Tode angehörte.

## Werke
- Ueber die preußischen Schwurgerichte und deren Reform: Ein Votum  von August Wilhelm Goetze. Hrsg. von Friedrich Ludwig Keller, Berlin 1851 Goetze: Vize-Präsident des Obertribunalgerichtes[1]
- Die Reform des Hypothekenwesens: Zwei amtliche Berichte; 1857